# Jean Arp
Jean Arp, ursprungligen Hans Peter Wilhelm Arp, född 16 september 1886 i Straßburg i dåvarande Tyskland, död 7 juni 1966 i Basel, var en tysk-fransk skulptör, målare, grafiker och poet. Han var gift med Sophie Taeuber-Arp.

## Konstnärskap
Jean Arp tillhörde grundarna av Dada-rörelsen i Zürich 1916. Tillsammans med Max Ernst och Alfred Grünwald bildade han även Kölns dada-grupp 1920.
Från 1925 var han dock en del av surrealiströrelsen och han medverkade vid den första surrealististutställningen på Galerie Pierre i Paris. Jean Arp arbetade huvudsakligen i Meudon.
Från 1930-talet ägnade han sig huvudsakligen åt friskulptur och skapade de verk som kommit att framstå som typiskt ”arpska”, storformiga, mjukt rundade skulpturer, mestadels nonfigurativa, men alltid påminnande om organiska former.
Jean Arp är i Sverige representerad vid bland annat Skissernas museum, Värmlands museum och Moderna museet.
En odaterad teckning av Arp kallad Komposition beslagtogs av propagandaministeriet i augusti 1937 på Landesmuseum (före detta Provinzial-Museum) i Hannover under den statliga jakten på entartete Kunst i det offentliga Nazityskland. Det var sannolikt det enda som då fanns på museerna av Jean eller Hans Arp. Efter värdering noterades teckningen för övrigt som zerstört [förstörd] i inventarielängder från den tiden.

### Bildkonstverk i urval
- 1917: Die Grablegung der Vögel und Schmetterlinge trärelief, Kunsthaus Zürich
- 1928: Konfiguration, Öffentliche Kunstsammlung Basel
- 1931: Amphora, Bemaltes Holzrelief, Kunstsammlung Nordrhein-Westfalen, Düsseldorf
- 1932: Konfiguration, gips
- 1936: Verstümmelt und heimatlos, gips
- 1953: Weiblicher Torso, gips
- 1953: Berger de nuages, gips, skulpturpark i Kröller-Müller Museum i Otterlo
- 1959: Feuille se reposant, gipssamling Skulpturenmuseum Glaskasten i Marl
- Schlüssel des Stundenschlägers, gips Jockel-Fuchs-Platz in Mainz
- 1960: Bewegtes Tanzgeschmeide, Bahnhof Rolandseck
- Musée d’Art Moderne et Contemporain de Strasbourg, 53 verk

#### Bildgalleri

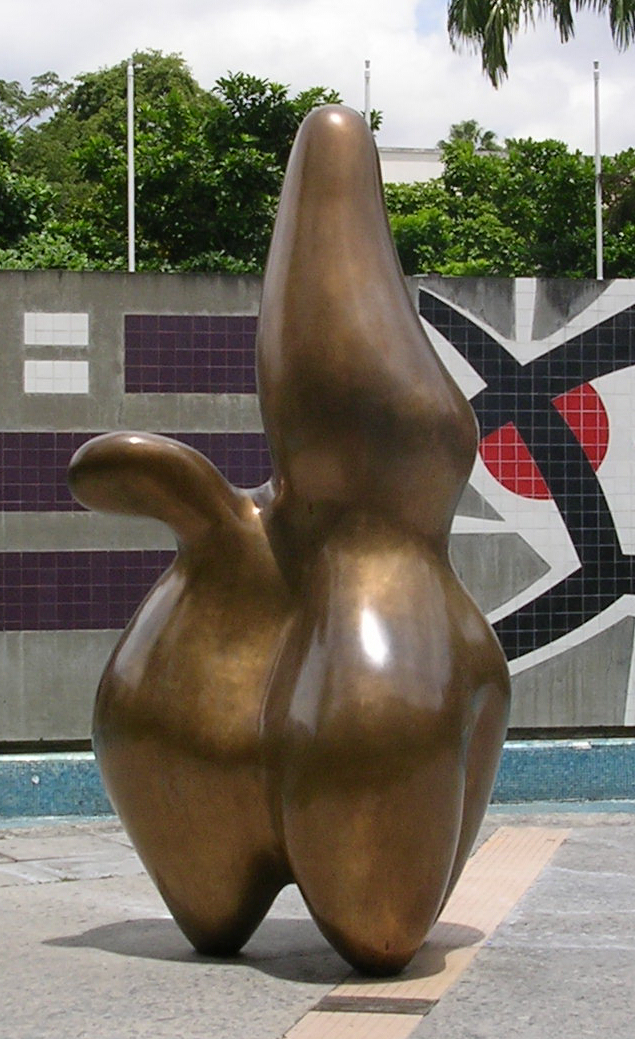
Molnherde (1953) vid universitetet i Caracas
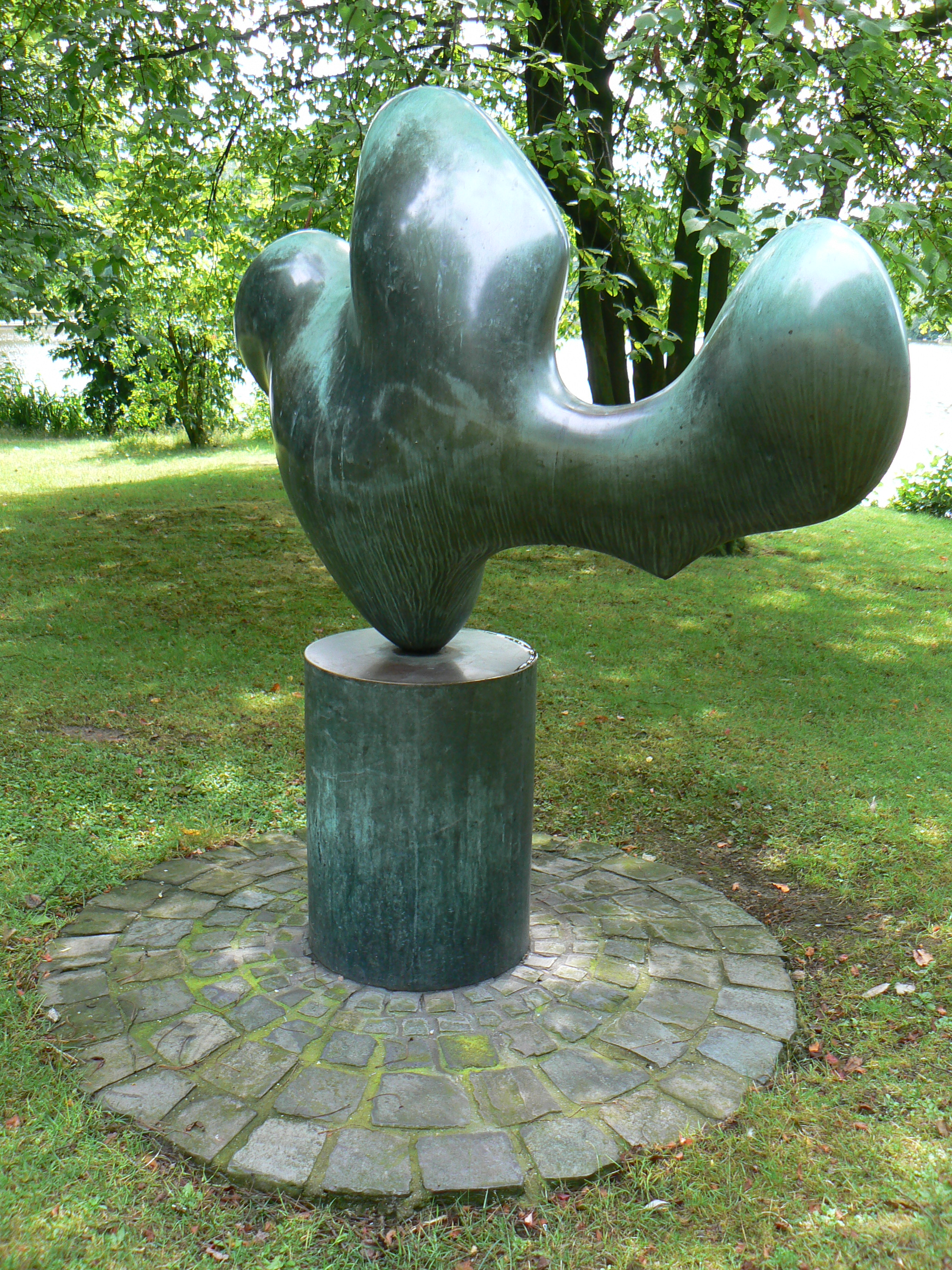
"Feuille se reposant" (1953) Marl
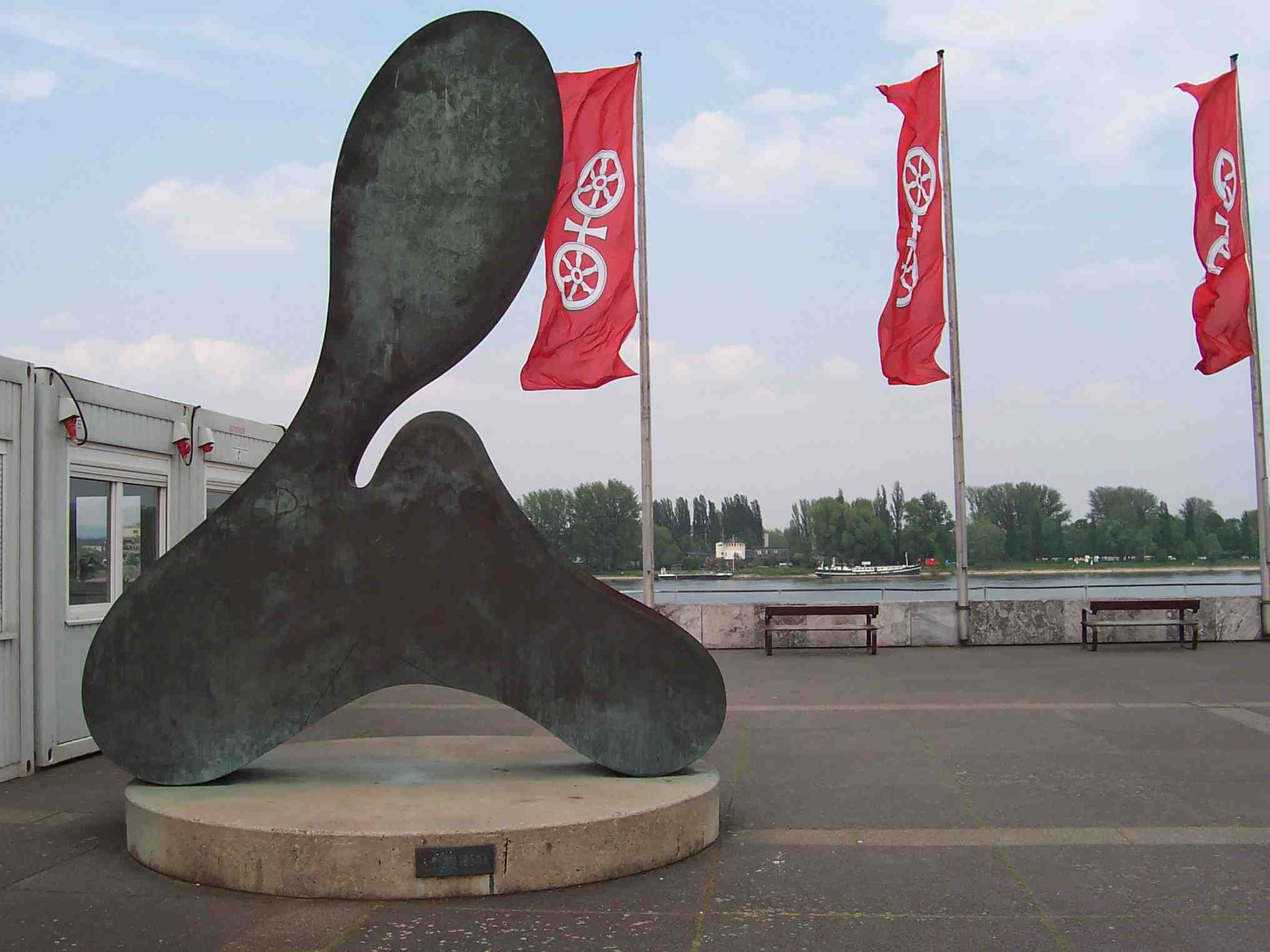
Schlüssel des Stundenschlägers i Mainz
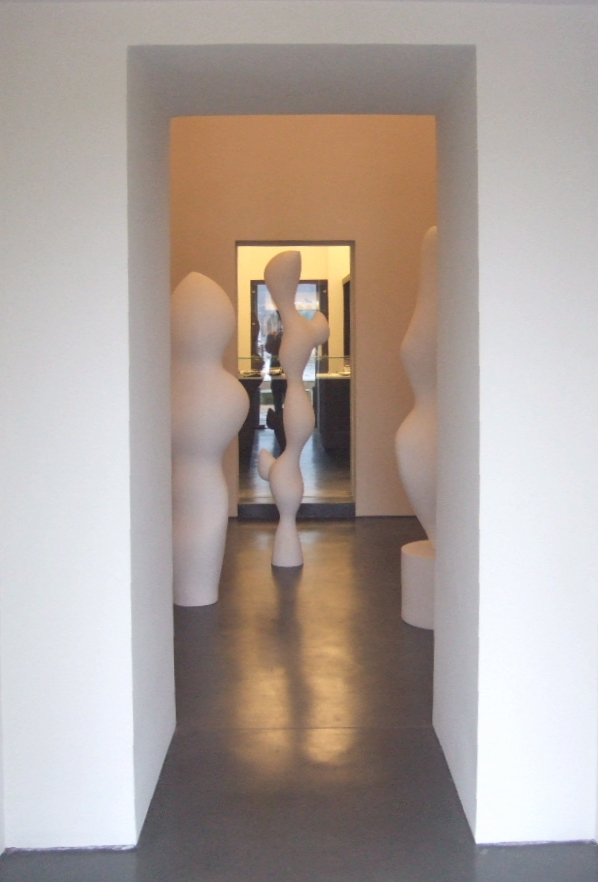
Bild från Arp-utställningen i Arp Museum Bahnhof Rolandseck

## Författarskap
Som poet var Jean Arp en tvåspråkig modernist på både tyska och franska. Redan 1916 hade han skrivit kollektiva dikter i Zürich tillsammans med den inre dadaistiska kärnan av språkkonstnärer som Tristan Tzara och Walter Serner. Han påpekade själv långt senare att dessa skapelser låg väldigt nära den automatiska skrift som surrealister längre fram skulle ägna sig åt. Han debuterade 1920 på tyska i den turbulenta efterkrigstidens Weimarrepublik. I André Bretons breda antologi om svart humor, Anthologie de l'humour noir (1940) mötte han ännu ett världskrig med den franskspråkiga dikten Bestiaire sans prénom. 

### Verk (urval)
- Unsern täglichen Traum (Zürich: Arche, 1955, 1995)

#### Diktverk
- Der Vogel Selbdritt (Berlin: Otto von Holten, 1920)
- Die Wolkenpumpe (Hannover: Paul Steegemann, 1920) Online (International Dada Archive)
- Poèmes sans prénoms (Grasse: privattryck, 1941)
- Le Siège de l'air (Paris: Vrille, 1946)

#### Samlingsverk på tyska
- Gesammelte Gedichte 1903-39. Under redaktion av Marguerite Arp-Hagenbach och Peter Schifferli (Zürich: Arche, 1963)
- Gesammelte Gedichte II. 1939–1957 (Arche, 1974)
- Gesammelte Gedichte III. 1957–1966 (Arche, 1984)

#### På svenska
- Fågel och slips, dikttolkningar av Benkt-Erik Hedin och Bengt Höglund och med en inledning av den senare (Cavefors, 1961)
- Konstnärspoesi, tillsammans med Giorgio de Chirico, Theo van Doesburg, Wassily Kandinsky, Paul Klee, Francis Picabia, Henri Rousseau och Kurt Schwitters, i urval och tolkning av Sven Alfons (Lund: Ellerströms förlag, 2005)

#### Dikter spridda i tidskrifter
- "Jag är en häst" (översättning: Öyvind Fahlström). I tidskriften Utsikt, årg. 3 (1950): nr 7, s. 28
- "Tre dikter" (tolkning av Sven Alfons). I tidskriften Bonniers litterära magasin, årg. 30 (1961): nr 7, s. 515-517
- [Dikter] (översättning Ilmar Laaban & Gösta Kriland). I: Laaban, Ilmar: Skrifter. 1, Poesi (Kalejdoskop, 1988), s. 35-37, 98